# Terrell Harris
Terrell Dexter Deshawn Harris (Indiantown, 25 agosto 1993) è un cestista statunitense.